# Noblesse oblige

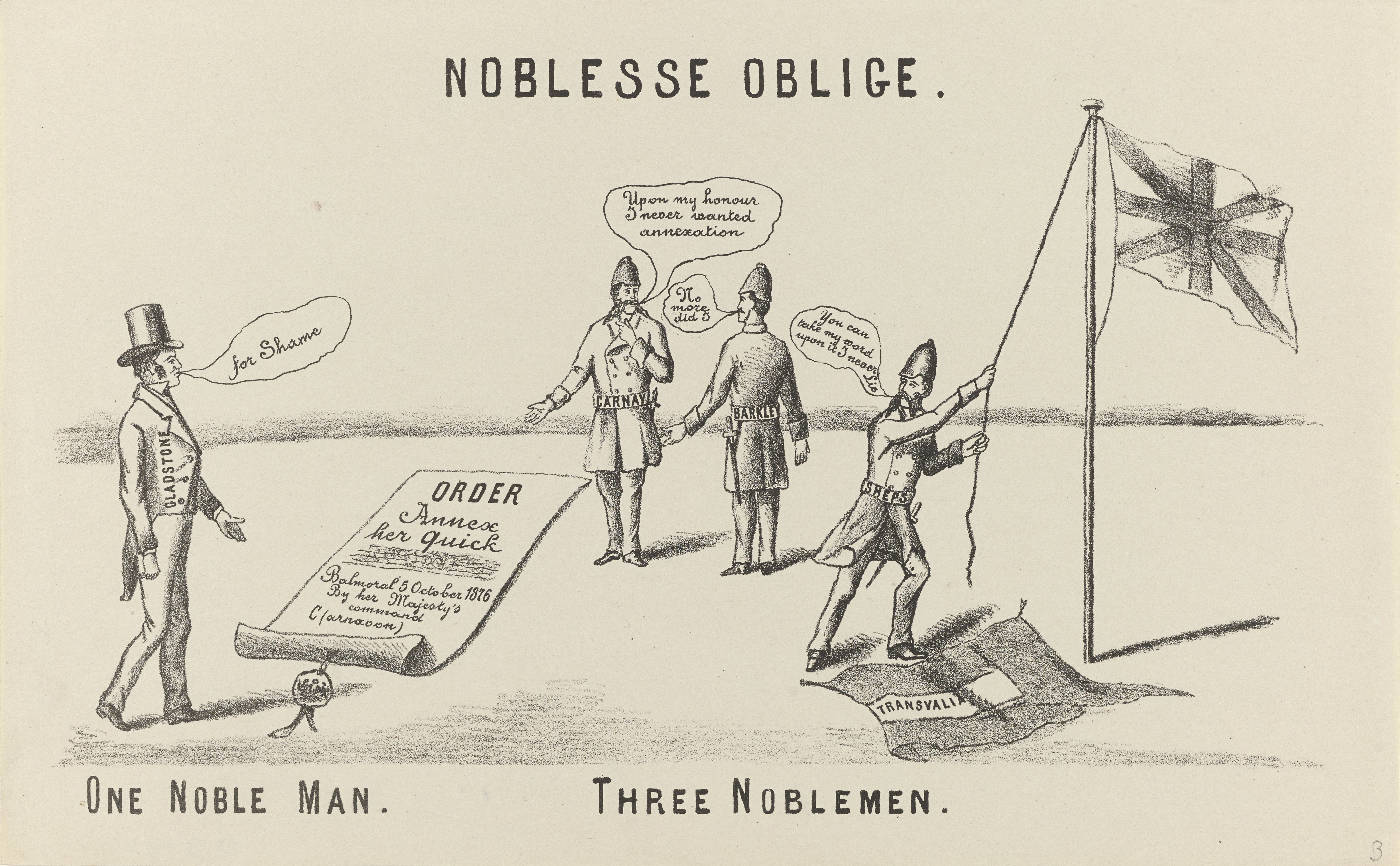
Shepstone zastępuje flagę Transwalu flagą brytyjską, 1877 ~ Noblesse Oblige

Noblesse oblige (pol. szlachectwo zobowiązuje) – maksyma po raz pierwszy użyta przez francuskiego pisarza, księcia Pierre'a Marca Gastona de Lévis w Maksymach i refleksjach. Koncept ten wyraża pewne nieformalne zobowiązania szlachty wobec społeczeństwa wykraczające poza same jej tytuły oraz uprawnienia, takie jak godne jego reprezentowanie.